# پتر ولچک
پتر ولچک (چکی: Petr Vlček؛ زادهٔ ۱۸ اکتبر ۱۹۷۳) بازیکن فوتبال اهل جمهوری چک بود.
از باشگاه‌هایی که در آن بازی کرده‌است می‌توان به باشگاه فوتبال اتنیکوس اچنا، باشگاه فوتبال اسلاویا پراگ، باشگاه فوتبال ویکتوریا پلزن، باشگاه فوتبال پانیونیوس، و باشگاه فوتبال استاندارد لیژ اشاره کرد.
وی همچنین در تیم‌های ملی فوتبال زیر ۲۱ سال جمهوری چک و جمهوری چک بازی کرده‌است.